# Прусіновиці (Ленчицький повіт)
Прусіновиці (пол. Prusinowice) — село в Польщі, у гміні Ленчиця Ленчицького повіту Лодзинського воєводства.
Населення — 82 особи (2011).
У 1975-1998 роках село належало до Плоцького воєводства.

## Демографія
Демографічна структура станом на 31 березня 2011 року:
|          | Загалом | Допрацездатний вік | Працездатний вік | Постпрацездатний вік |
| -------- | ------- | ------------------ | ---------------- | -------------------- |
| Чоловіки | 43      | 4                  | 33               | 6                    |
| Жінки    | 39      | 9                  | 20               | 10                   |
| Разом    | 82      | 13                 | 53               | 16                   |